# Заводопетровське
Заводопетро́вське (рос. Заводопетровское) — село у складі Ялуторовського району Тюменської області, Росія.
Стара назва — селище міського типу Заводопетровський.
Населення — 743 особи (2010, 895 у 2002).
Національний склад станом на 2002 рік:
- росіяни — 91 %